# St. Clairsville (Ohio)
St. Clairsville é uma cidade localizada no estado americano de Ohio, no Condado de Belmont.

## Demografia
Segundo o censo americano de 2000, a sua população era de 5057 habitantes.

## Geografia
De acordo com o United States Census Bureau tem uma área de
5,6 km², dos quais 5,6 km² cobertos por terra e 0,0 km² cobertos por água.

## Localidades na vizinhança
O diagrama seguinte representa as localidades num raio de 16 km ao redor de St. Clairsville.